# Launched
Launched je druhé album německé punk rockové kapely Beatsteaks, které vyšlo v březnu 2000 u amerického labelu Epitaph. Album obsahuje zajímavou akustickou coververzi kapely písně Kings of Metal, kterou v originále zpívá kapela Manowar.

## Seznam písní
1. "Panic" – 2:38 Videoklip
2. "We Have to Figure It Out Tonight"– 1:36
3. "Shut Up Stand Up"– 2:44
4. "Shiny Shoes" – 2:59 Videoklip
5. "2 O'Clock" – 2:58
6. "Happy Now?" – 3:51
7. "Mietzi's Song" – 2:44
8. "Excited" – 1:24
9. "…And Wait" – 3:45
10. "Filter" – 2:20
11. "Fake" – 3:14
12. "Go" – 2:09
13. "Kings of Metal" – 4:35
14. "Schluß mit Rock 'n' Roll" – 12:54

## Další informace
- Arnim Teutoburg-Weiß – zpěv, kytara
- Peter Baumann – kytara
- Bernd Kutzke – kytara
- Alexander Roßwaag – baskytara
- Thomas Götz - bicí
- El Köfte and Holly – hostující muzikanti v písních Mietzi's Song a Schluß mit Rock 'n' Roll
- Album bylo natočeno v roce 1999 ve studiu K4 v Berlíně